# Rodd vid olympiska sommarspelen 1964
Rodd vid olympiska sommarspelen 1964 avgjordes i Tokyo i Japan.

## Medaljörer
| Event                         | Guld | Silver | Brons |
| Singelsculler Detaljer...     | Vjatjeslav Ivanov (URS) | Achim Hill (EUA) | Gottfried Kottmann (SUI) |
| Dubbelsculler Detaljer...     | Oleg Tjurin och Boris Dubrovskij (URS)                                                                                          | Seymour Cromwell och James Storm (USA) | Vladimir Andrs och Pavel Hofmann (TCH)                                                                                                   |
| Tvåa utan styrman Detaljer... | George Hungerford och Roger Jackson (CAN)                                                                                       | Steven Blaisse och Ernst Veenemans (NED) | Michael Schwan och Wolfgang Hottenrott (EUA)                                                                                             |
| Tvåa med styrman Detaljer...  | USA Edward Ferry Conn Findlay Kent Mitchell                                                                                     | Frankrike Jacques Morel Georges Morel Jean-Claude Darouy | Nederländerna Jan Just Bos Herman Rouwé Erik Hartsuiker                                                                                  |
| Fyra utan styrman Detaljer... | Danmark John Hansen Bjørn Hasløv Erik Petersen Kurt Helmudt                                                                     | Storbritannien John Russell Hugh Wardell-Yerburgh William Barry John James                                                                                                   | USA Geoffrey Picard Dick Lyon Ted Mittet Ted Nash                                                                                        |
| Fyra med styrman Detaljer...  | Tysklands förenade lag Peter Neusel Bernhard Britting Joachim Werner Egbert Hirschfelder Jürgen Oelke                           | Italien Renato Bosatta Emilio Trivini Giuseppe Galante Franco De Pedrina Giovanni Spinola                                                                                    | Nederländerna Lex Mullink Jan van de Graaff Freek van de Graaff Bobbie van de Graaf Marius Klumperbeek                                   |
| Åtta med styrman Detaljer...  | USA Joseph Amlong Thomas Amlong Boyce Budd Emory Clark Stanley Cwiklinski Hugh Foley William Knecht William Stowe Robert Zimony | Tysklands förenade lag Klaus Aeffke Klaus Bittner Karl-Heinrich von Groddeck Hans-Jürgen Wallbrecht Klaus Behrens Jürgen Schröder Jürgen Plagemann Horst Meyer Thomas Ahrens | Tjeckoslovakien Petr Čermák Jiří Lundák Jan Mrvík Július Toček Josef Věntus Luděk Pojezný Bohumil Janoušek Richard Nový Miroslav Koníček |

## Medaljtabell
| Pl.    | Nation                 | Guld | Silver | Brons | Totalt |
| ------ | ---------------------- | ---- | ------ | ----- | ------ |
| 1      | USA                    | 2    | 1      | 1     | 4      |
| 2      | Sovjetunionen          | 2    | 0      | 0     | 2      |
| 3      | Tysklands förenade lag | 1    | 2      | 1     | 4      |
| 4      | Kanada                 | 1    | 0      | 0     | 1      |
| 4      | Danmark                | 1    | 0      | 0     | 1      |
| 6      | Nederländerna          | 0    | 1      | 2     | 3      |
| 7      | Frankrike              | 0    | 1      | 0     | 1      |
| 7      | Storbritannien         | 0    | 1      | 0     | 1      |
| 7      | Italien                | 0    | 1      | 0     | 1      |
| 10     | Tjeckoslovakien        | 0    | 0      | 2     | 2      |
| 11     | Schweiz                | 0    | 0      | 1     | 1      |
|        |                        |      |        |       |        |
| Totalt | Totalt                 | 7    | 7      | 7     | 21     |